# Exopropacris modica
Exopropacris modica är en insektsart som först beskrevs av Karsch 1893.  Exopropacris modica ingår i släktet Exopropacris och familjen gräshoppor. Inga underarter finns listade i Catalogue of Life.

## Bildgalleri

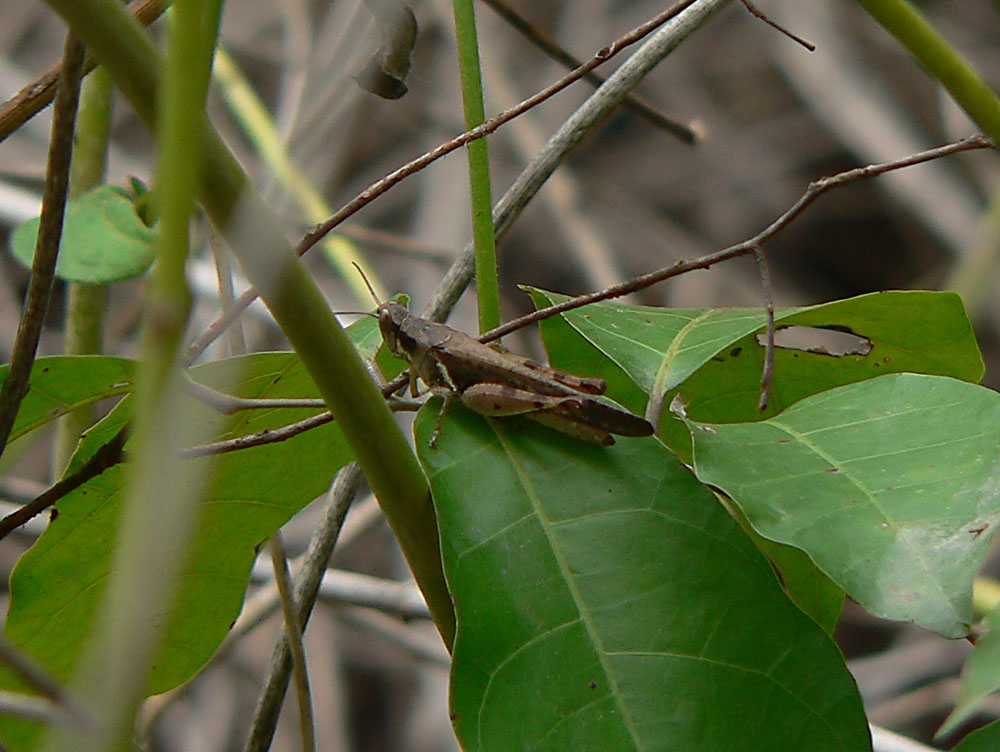